# Liste der Naturdenkmale in Merkelbach
Die Liste der Naturdenkmale in Merkelbach nennt die im Gemeindegebiet von Merkelbach ausgewiesenen Naturdenkmale (Stand 13. Juni 2024).

## Naturdenkmale
| Nr.         | Bezeichnung | Lage                         | Beschreibung        | Bild                                    |
| ----------- | ----------- | ---------------------------- | ------------------- | --------------------------------------- |
| ND-7143-410 | Bergahorn   | Rheinstraße, bei Nr. 10 Lage | Acer pseudoplatanus | Direkt Bild zu diesem Denkmal hochladen |